# (15020) Brandonimber
(15020) Brandonimber (1998 SV105) – planetoida z grupy pasa głównego asteroid okrążająca Słońce w ciągu 3,76 lat w średniej odległości 2,42 j.a. Odkryta 26 września 1998 roku.